# 사내대학
사내대학은 「평생교육법」 제32조에 따른 사내대학형태로 설립되는 평생교육시설이다. 기업에서 교육부의 인가를 받아 사원들을 대상으로 설립한다. 사내대학에선 학사과정과 전문학사과정을 운영할 수 있다.

## 학사과정
- 삼성전자 공과대학교
- LH 토지주택대학교

## 전문학사 과정
- 삼성중공업공과대학
- SPC 식품과학대학
- 대우조선해양공과대학
- 현대중공업 공과대학
- 포스코 기술대학
- KDB 금융대학교(폐교)

## 같이 보기
- 사내기술대학
- 원격대학
- 평생교육
- 학교형태의 평생교육시설